# 松平忠淳
松平 忠淳（まつだいら ただあつ）は、江戸時代後期の大名。肥前国島原藩主。深溝松平家16代当主。官位は従五位下・主殿頭。

## 略歴
天保12年（1841年）7月20日、伊予国宇和島藩7代藩主・伊達宗紀の五男として誕生した。安政6年（1859年）に先代の島原藩主で妹婿の松平忠精が死去したため、その養子となって家督を継いだ。12月28日に従五位下・主殿頭に叙位・任官する。

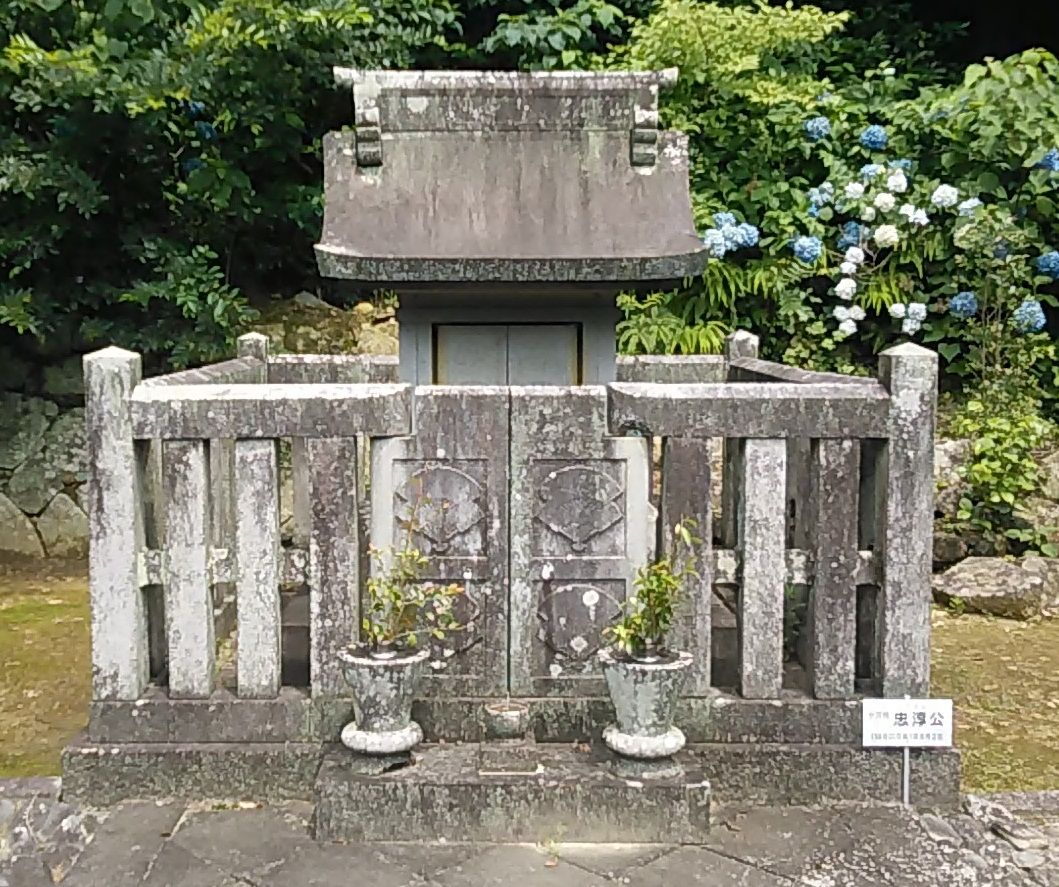
松平忠淳の墓（幸田町本光寺）

万延元年（1860年）6月2日、脚気から衝心を引き起こしたのが原因で、江戸にて死去した。享年20。嗣子が無かったため、養子の忠愛（松平忠篤（深溝松平家13代・松平忠侯の弟）の長男）が跡を継いだ。

## 系譜
父母
- 伊達宗紀（実父）
- 吉見氏 - 側室（実母）
- 松平忠精（養父） - 継室の正子は伊達宗紀の娘

養子
- 松平忠愛 - 松平忠篤（松平忠馮の子）の長男